# Eduard Nordman
Eduard Bolesławowicz Nordman (ros. Эдуард Болеславович Нордман, ur. 25 lutego 1922 w Rzeczycy, zm. 13 czerwca 2006 w Moskwie) - funkcjonariusz radzieckich organów bezpieczeństwa, generał major KGB, szef KGB Uzbeckiej SRR (1974-1978).

## Życiorys
W 1939 ukończył technikum, 1939-1940 kierownik organizacji pionierskiej w szkole, 1940-1941 instruktor i kierownik wydziału rejonowego komitetu Komsomołu w obwodzie pińskim. Od lipca 1941 do lipca 1944 w ruchu partyzanckim w Białoruskiej SRR, pomocnik komisarza oddziału partyzanckiego, pomocnik komisarza brygady partyzanckiej im. Mołotowa, członek i sekretarz podziemnego Komitetu Obwodowego Komsomołu. Zimą 1941/1942 dowodził grupą wywiadowców w rajdzie partyzanckim po obwodach mińskim, pińskim i poleskim, od 1943 w WKP(b), od 1944 I sekretarz Komitetu Miejskiego Komsomołu w Pińsku, od 1950 I sekretarz rejonowego komitetu Komunistycznej Partii (bolszewików) Białorusi w obwodzie pińskim, od 1955 słuchacz Wyższej Szkoły Partyjnej przy KC KPZR. Od 20 września 1958 funkcjonariusz KGB, 1958-1960 szef 4 Zarządu KGB przy Radzie Ministrów Białoruskiej SRR, 1960-1963 szef Zarządu KGB w obwodzie mińskim, 1965-1968 zastępca szefa Służby nr 1 II Zarządu Głównego KGB przy Radzie Ministrów ZSRR, od 21 czerwca 1968 do 19 października 1974 szef Zarządu KGB w Kraju Stawropolskim. Od 1969 generał major, od października 1974 do marca 1978 przewodniczący KGB przy Radzie Ministrów Uzbeckiej SRR, 1978-1983 w Aparacie Pełnomocnictwa KGB przy Radzie Ministrów ZSRR ds. kooperacji i kontaktów z Ministerstwem Bezpieczeństwa Państwowego NRD, od 1983 zastępca przewodniczącego Państwowego Komitetu ZSRR ds. turystyki zagranicznej, od 1992 na emeryturze. Honorowy obywatel Pińska.

## Odznaczenia
- Order Rewolucji Październikowej
- Order Czerwonego Sztandaru (dwukrotnie, m.in. 1942)
- Order Wojny Ojczyźnianej I klasy (dwukrotnie)
- Odznaka "Honorowy Funkcjonariusz Bezpieczeństwa"
- Krzyż Złoty Orderu Virtuti Militari (Polska)

I ponad 20 medali.